# Ілітія
Ілітія, або Ейлейтія, Ейлітія, Іліфія (дав.-гр. Ειλείθυια) — богиня дітонародження, дочка Зевса й Гери (зображення: Народження Афіни, Ілітія праворуч). У грецькій міфології була рятівною або ворожою силою при пологах. Виступала як самостійне божество, але часом її ототожнювали з Герою або Артемідою. Ілітію шанували також у Єгипті, де було однойменне місто з її храмом. Іноді її об'єднували з богинями Баст та Ісідою. В античних письменників розповіді про Ілітію дуже різноманітні й суперечливі.
Зображували її молодою жінкою, із закутаною в плащ головою, з оголеними руками й смолоскипом — символом нового життя.

## Етимологія
Найдавнішою формою назви є мікенська грецька 𐀁𐀩𐀄𐀴𐀊 , e-re-u-ti-ja, написана складовим письмом лінійного Б.
Етимологія назви невизначена, але обговорюється серед вчених. Роберт Бікес пропонує неіндоєвропейську етимологію, а Нільсон вважає, що назва є догрецькою. Учені 19-го століття припустили, що ім'я грецьке, походить від дієслова « ἐλεύθω », «приносити», богиня, таким чином, означає «Та, що приносить». Вольтер Буркерт вважає, що Ейлетія є грецькою богинею народження та що її ім'я чисто грецьке. Проте зв'язок із грецьким префіксом ἐλεύθє невизначеним, оскільки префікс з'являється в деяких догрецьких топонімах, таких як Ἐλευθέρνα (Елевтерна); тому можливо, що назва догрецька. Її ім'я Ἐλυσία (Елізія) у Лаконії та Мессенії, ймовірно, пов'язує її з місяцем Елевсиній та Елевсіном. Нільсон також вважає, що назва «Елевсин» є догрецькою.

## Походження
Ілітія була богинею пологів; божественна помічниця пологів має очевидне походження у акушерки людини. Для Гомера вона є «богинею пологів». «Іліада» зображує Ілітію окремо, або іноді помножено, як Ілітії. Гесіод описав Ілітію як дочку Гери та Зевса.

## Культ
Будучи первинною богинею пологів разом з Артемідою, Ілітія мала численні святині в багатьох місцевостях Греції, що датуються від неоліту до римських часів, що свідчить про те, що вона була надзвичайно важливою для вагітних жінок та їх сімей. Люди молилися і залишали жертви для її допомоги в народжуваності, безпечних пологах або дякували за успішне народження. Археологічні докази статуеток із теракотових обробок із зображенням дітей, знайдених на блисках та святих місцях, присвячених Ілітії, свідчать про те, що вона була куротрофним божеством, до якої батьки молилися про захист та піклування про своїх дітей. Акушерки відігравали істотну роль у давньогрецькому суспільстві. Жінки всіх класів були акушерками, які беруть участь у професії, причому багато з них є рабами, які мають лише емпіричну підготовку або якусь теоретичну підготовку з акушерства та гінекології. Більш високоосвічених акушеркок, як правило, з вищих класів, називали ятренами або лікарями жіночих хвороб і їх поважали як лікарів.
Її єгипетський аналог — Таурт. Вона була сильно пов'язана з богинями Артемідою та Гекатою, остання з яких поділяла сильні хтонічні елементи свого культу.

### Афіни
В Афінах були стародавні ікони Ілітії, одна з них була привезена з Криту, за словами Павзанія, який згадав про святині Ілітії в Тегеї та в Аргосі, з надзвичайно важливою святинею в Агіоні. Ілітію, поряд з Артемідою та Персефоною, часто показують, що вона носить смолоскипи, щоб вивести дітей із темряви та світла: у римській міфології її колегою у полегшенні праці є Лючіна («світла»).

### Крит
Печера Ілітії поблизу Амніссу, гавань Кносса, згадана в Одіссеї. У зв'язку з її культом, вважалася батьківщиною Ілітії. Тут їй, мабуть, поклонялися до прибуття Зевса в Егейське море, але, безумовно, в мінойсько-мікенські часи. Богиня згадується як Елевтія у лінійному фрагменті Б з Кноссо, де зазначено, що її храму дається амфора з медом. У печері Амніос (Крит) бог Енесідаон пов'язаний з культом Елейфітії. Вона була пов'язана з щорічним народженням божественної дитини. Богиня природи та її супутник вижили в елевсинському культі, де було вимовлено такі слова: «Могутня Потнія народила сильного сина».
Існували святині Ілітії в критських містах Лато та Елеутерна та священна печера в Ін-Атесі. У святилищі в Цуцурос Інатос дві невеликі теракотові фігури, одна годуюча грудьми та інша вагітна, були датовані 7 століттям.

### Парос
Ілітія мала культ на півдні від гори Кунадос на Кікладському острові Парос, де печера з природним джерелом функціонувала як неформальне святилище. Знайдено численні артефакти, такі як гончарний посуд, бронзові деталі та мармурові бляхи. Теоретично, що використовувався для молитов як за жіночу, так і для чоловічу плодючість, виходячи з того, що були знайдені жертви.

### Святилище в Еретріамі
Археологи виявили святилище, присвячене Ілітії в Еретрії. Святилище було розміщено в північно-західній частині гімназії.